# Stora pengar
Stora pengar var ett svenskt näringslivsmagasin som sändes i TV 4 klockan 22.35–23.05 mellan den 5 september 1991 och den 29 december 1998. Programledare var Magnus Briggert. 
Programmet hade de sista säsongerna även olika undertitlar som "Stora pengar special – Uppfinnare", "Stora pengar special – Gröna Kvisten", "Stora pengar och små företag" och "Stora pengar och nya idéer".